# Эритт-Виардо, Луиза
Луиза Полина Мария Эритт-Виардо (до замужества — Луиза Виардо) (фр. Louise Héritte-Viardot; 14 декабря 1841, Париж — 17 января 1918, Хайдельберг) — французская певица, музыкант и композитор.

## Биография
Родилась в музыкальной семье: мать — известная певица меццо-сопрано Полина Виардо, отец — писатель и критик искусства Луи Виардо.
Внучка композитора, певца-тенора и педагога Мануэль дель Популо Висенте Гарсиа и Хоакины Ситчес, племянница Марии Малибран, испанской певицы (колоратурное меццо-сопрано), легенды мирового оперного искусства и певца Мануэля Висенте Гарсиа (баритон).
Первые уроки вокала получила у матери, впоследствии стала певицей.
В 1863 году вышла замуж за Эрнеста Эритта, почётного консула и канцлера посольства Франции в Берне.
Её исполнительская карьера была прервана из-за болезни. Продолжая петь от случая к случаю, она, в основном, посвятила себя композиции и преподаванию. С помощью Клары Шуман, жены композитора Роберта Шумана, нашла место преподавателя пения консерватории.
Умерла в Хайдельберге.

## Творчество
Пианистка. Автор опер, камерных и оркестровых произведений, симфоний, многие из которых потеряны. Среди её работ около четырёх струнных квартетов, три фортепианных квартета, два фортепианных трио и несколько инструментальных сонат. Из её камерной музыки, сохранились только три фортепианные квартета. Премьера фортепианного квартета № 2 (1883) прошла с большим успехом и стала одной из более чем 300 работ, написанных ею, и была опубликована ещё при жизни.

## Избранные музыкальные произведения
- Arme kleine Liebe (in Drei Lieder)
- Der Schmied, op. 8 no. 5
- Erlösung
- Saphiren sind die Augen dein
- Sehnsucht
- Sérénade
- Tag und Nacht
- Unter’m Machendelbaum[4]
- Sonata for cello and piano opus 40, (1909)
- Die Bajadere, кантата для хора и оркестра
- Wonne des Himmels, кантата для солиста, хора и оркестра
- Das Bacchusfest, кантата для хора и оркестра, 1880
- Lindoro, одноактная комическая опера, 1879
- Quartet for piano and strings, No. 1 in A Major, Opus 9, Im Sommer, 1883;
- Quartet for piano and strings, No. 2 in D major, Op 11, Spanish Quartet Spanish, 1883
- Quartet for piano and strings, No. 3, 1879.